# Regierung der 5. Nordirlandversammlung
Die Regierung der 5. Nordirlandversammlung bildete seit dem 23. Mai 2016 die Regierung von Nordirland. Sie wurde durch die Erste Minister Arlene Foster und den stellvertretenden Ersten Minister Martin McGuinness geleitet. Nach einem Skandal zerfiel die Regierung und es wurden Neuwahlen ausgerufen.

## Kabinettsmitglieder
| Amt                                                  | Name                | Partei | Partei                |
| ---------------------------------------------------- | ------------------- | ------ | --------------------- |
| Erste Ministerin                                     | Arlene Foster       |        | DUP                   |
| Stellvertretender Erster Minister                    | Martin McGuinness   |        | Sinn Féin             |
| Wirtschaft                                           | Simon Hamilton      |        | DUP                   |
| Finanzen                                             | Máirtín Ó Muilleoir |        | Sinn Féin             |
| Erziehung                                            | Peter Weir          |        | DUP                   |
| Infrastruktur                                        | Chris Hazzard       |        | Sinn Féin             |
| Landwirtschaft, Umwelt und ländliche Angelegenheiten | Michelle McIlveen   |        | DUP                   |
| Soziale Gemeinschaften (Communities)                 | Paul Givan          |        | DUP                   |
| Gesundheit                                           | Michelle O’Neill    |        | Sinn Féin             |
| Justiz                                               | Claire Sugden       |        | Parteilose Unionistin |